# Christian August Münckner
Christian August Münckner (* 12. Dezember 1788 in Grimma; † 30. September 1864) war ein deutscher evangelischer Theologe.

## Leben
Münckner besuchte Schulen in seiner Heimat und anschließend, ab 1809, studierte er an der Universität Leipzig Theologie. Da sein Vater bereits im Jahre 1805 starb, war Münckner sehr arm. Die Situation änderte sich im Herbst 1810, als er das Convict und die Famulatur an der Nicolaikirche erhielt. Derselbe damalige Pfarrer ernannte im Jahr 1812 Christian Münckner zum Katecheten und zum Hauslehrer. 1817 schließlich wurde er Pfarrer in Limbach bei Oschatz. Während der sieben Jahre, die er die Stelle innehatte, kam er der Dichtkunst näher. Oberpfarrer in Strehla wurde er 1825.

## Werke
- Himmelsleiter. Eine episch-parabolische Darstellung von der Auffassung des Christenthums (1846)
- Morgen- und Abendlieder für die erwachsene Jugend (1822)
- Lieder vom Jenseits (1856)